# We Are Harlot
We Are Harlot (Скорочено, Harlot) — це американський рок гурт організований солістом гурту Asking Alexandria, Денні Ворснопом, та гітаристом Джеффом Джорджом з гурту Sebastian Bach. Пізніше до них приєднався бразильський барабанщик Бруно Аґра з гурту Revolution Renaissance. Сформувався гурт у 2011 році, свій перший сингл під назвою «Denial» випустили у 2014 році.

## Дискографія

### Студійні альбоми
| Назва         | Деталі                                                                                      |
| ------------- | ------------------------------------------------------------------------------------------- |
| We Are Harlot | - Реліз: 30 березня 2015 - Лейбл: Roadrunner Records - Формат: CD, Доступний для скачування |

### Сингли
| Назва              | Рік  | Позиції в чартах | Альбом        |
| Назва              | Рік  | US Main.         | Альбом        |
| ------------------ | ---- | ---------------- | ------------- |
| «Denial»           | 2014 | —                | We Are Harlot |
| «Dancing On Nails» | 2015 | 38               | We Are Harlot |

### Відеокліпи
| Назва              | Рік  | Альбом        | Продюсер |
| ------------------ | ---- | ------------- | -------- |
| «Dancing On Nails» | 2015 | We Are Harlot | Невідомо |
| «The One»          | 2015 | We Are Harlot | Невідомо |